# Patricia Schonstein
Patricia Schonstein (née en 1952), qui écrit également sous le nom de Patricia Schonstein-Pinnock, est une romancière italo-sud-africaine, poète, auteure de livres pour enfants et éditrice d'anthologies.  Schonstein explore les genres du réalisme magique, de la métafiction par ses romans. Elle est célèbre pour ses œuvres Skyline et A Time of Angels . 
Ses romans s’appuient sur son enfance en Afrique centrale et sur des événements historiques liés à l’Inquisition, à la Shoah, à la guerre de Rhodésie et à l’apartheid.  Elle rend hommage aux enfants victimes de la guerre en Afrique et aux réfugiés. 

## Biographie
Née en Rhodésie du Sud (actuel Zimbabwe), elle y a passe son enfance. Schonstein vit en Afrique du Sud où elle travaille comme auteure à temps plein.

## Carrière littéraire
Schonstein est titulaire d'une maîtrise en création littéraire de l'Université du Cap. Le lauréat du prix Nobel de littérature 2003, J. M. Coetzee, y a été son professeur. Elle écrit tout d'abord de la littérature pour enfants, des histoires, des poèmes, des chansons, lorsqu'elle se rend compte que peu de livres pour enfants ont des personnages noirs. Puis elle aborde l'écriture de romans pour adultes. Deux de ses fictions sont particulièrement remarquées et primées, Skyline paru en 2000 et A Time of Angels diffusé en 2003. Skyline décrit le parcours d'une jeune adolescente vivant dans la rue en Afrique du Sud, dans la société post-apartheid, parmi des immigrants d'autres pays. A Time of Angels retrace la vie de Juifs italiens, venus en Afrique du Sud après avoir survécu à la déportation lors de l'occupation allemande de l'Italie en 1943,,.
Elle co-édite également le trimestriel Stanzas, revue de poésies nouvelles, avec Douglas Reid Skinner (en).

## Prix et récompenses
- Son premier roman, Skyline, a remporté le Prix du Marais en 2005, et le prix Percy Fitzpatrick en 2002.
- A Time of Angels a remporté la deuxième place du South African Fiction Award en 2004 en Afrique du Sud, et a été sélectionné pour le prix 2004 du choix des libraires.
- Banquet at Brabazan a été sélectionné pour le Commonwealth Writer’s Prize Africa Best Book en 2011.
- Schonstein a remporté le prix Young Africa Award 1997 (catégorie « Nouvelles »).

## Œuvres

### Romans
- Skyline, 2000 (traduit en français par Brice Matthieussent, 2008,  (ISBN 978-2914963053))
- A Time of Angels, 2003[1]
- The Apothecary's Daughter, 2004
- A Quilt of Dreams, 2006
- The Master's Ruse, 2008
- Banquet at Brabazan, 2010

### Livres pour enfants
- Sing, Africa! Poems and Song for Young Children, 1990
- Thobileʼs dream, 1991
- Thobile and the Tortoises, 1992
- The King Who Loved Birds, 1992
- Maggie, Mango & Scottie – An Adventure in Africa, 2016
- Ouma's Autumn, 1993
- Saturday in Africa : Living History Through Poetry, 1996

### Poésie
- The Unknown Child: Poems of War, Loss and Longing
- A Gathering of Madonnas, and Other Poems, 2001

### Essais
- Xhosa: a Cultural Grammar for Beginners, 1994

### Anthologies
- Africa! My Africa! An Anthology of Poems
- Africa Ablaze! Poems & Prose Pieces of War & Civil Conflict
- Heart of Africa! Poems of Love, Loss and Longing
- McGregor Poetry Festival 2013 Anthology
- McGregor Poetry Festival 2014 Anthology
- McGregor Poetry Festival 2015 Anthology
- McGregor Poetry Festival 2016 Anthology